# クジャクチョウ
クジャクチョウ（孔雀蝶、学名：Inachis io）は、タテハチョウ科タテハチョウ亜科に分類されるチョウの1種。名の通り翅の表側にクジャクの飾り羽のような大きな目玉模様（眼状紋）を持つ。

## 特徴

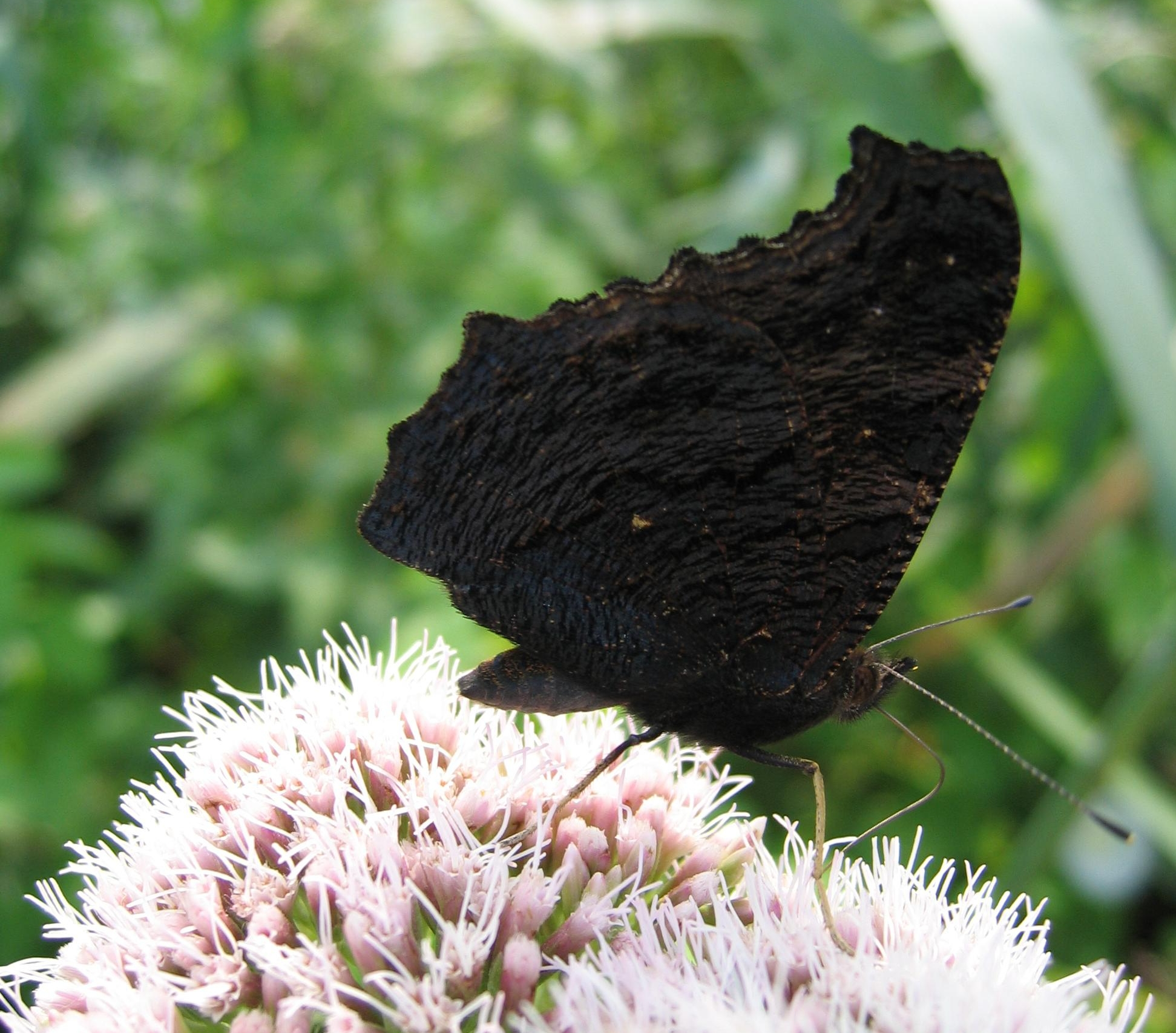
翅の裏側

開張5.5cm成虫の前翅長は26-32mm。4枚の翅の表側前縁にそれぞれ大きな目玉模様がある。目玉模様は水色の小さな斑点を含んだ黒い大きな斑紋で、その周囲を黄白色の環、さらに外側を黒の環が囲む。この目玉模様は鳥類などの天敵から身を守る効果があると考えられている。また、目玉模様がクジャクの飾り羽を思わせるのでクジャクチョウの和名があり、英名でもクジャクと同じく "Peacock" と呼ばれる。目玉模様以外にも、翅の表側は鮮やかな赤褐色で、褐色の縁取りがある。
一方、翅の裏側は褐色で、翅のつけ根を中心とした同心円状の細かいしま模様がたくさん走っており、表側のような鮮やかさはない。枯れ葉や樹皮に止まって翅を閉じると擬態となり、周囲との見分けがつきにくい。

## 分布と亜種
ヨーロッパから中央アジア、中国、朝鮮半島、日本、樺太、シベリアまで、ユーラシア大陸の温帯、亜寒帯域に広く分布する。広い分布域の中でいくつかの亜種に分かれており、このうち日本を含む東アジアに分布するものは亜種 I. i. geisha (Stichel, 1908)とされている。
なお、この亜種名 "geisha" は芸者に由来し、鮮やかな翅の模様を着飾った芸者に喩えたものである。
ヨーロッパでは低地から標高2,500mの高山まで広く生息し、馴染み深いチョウの一つだが、日本では滋賀県以北に分布し、北方系の種類として位置づけられる。本州中部では標高の高い山地でしか見られないが、東北地方や北海道では平地でも見られる。
なお九州は分布域から外れているが、1977年と2004年に鹿児島市、1998年に対馬（上県町）と合計3回記録されている。これらは大陸からの迷チョウか、愛好家の手によって放たれたものと考えられる。

## 生態
森林の周辺部や草原に生息する。成虫の出現期は4-9月で、この間に2回発生する。冬も成虫で越冬し、早春にはキベリタテハやシータテハ、ヒオドシチョウなどと共に飛び始める。成虫は各種の花によく訪れるが、樹液や腐った果実にやってくることもある。2012年1月17日に長野県上田市の雑木林の日だまりで、通常よりかなり早く姿を現しているのが確認された。
幼虫はクワ科のホップ、カラハナソウ、イラクサ科のホソバイラクサ、エゾイラクサ、ニレ科のハルニレなどを食草とする。幼虫は全身が黒く、長い突起が体の各所に生えたケムシである。蛹は黄白色-淡褐色をした紡錘形で、腹部に短い棘が縦に並ぶ。
- 幼虫
- 蛹化の連続写真
- 食草の葉の裏で蛹になる
- ミヤマアキノキリンソウの蜜を吸う。高山帯の御嶽山にて

## 種の保全状況評価
日本では神奈川県で、レッドリストの危急種（絶滅危惧II類・VU）の指定を受けている。